# 若山陽一
若山 陽一（わかやま よういち、1971年（昭和46年）2月23日 - ）は、日本の実業家。
愛媛県松山市出身。2007年よりUTグループ株式会社代表取締役社長兼CEO。

## 来歴

### 大学～フリーター時代
愛媛県松山市で生まれ、両親ともに銀行員で、剣道家である父親から厳しく育てられる。日本大学法学部に入学するも勉強する気にはなれず、僅か4日間で通うのをやめてフリーターに。
1989年8月に学生時代の先輩に人材派遣会社に誘われて働き、2年後テンポラリーセンター（現パソナ）に入社、横浜店の営業マンとしてセールスを担当。会社からの報奨金で東南アジアやアフリカを旅し、製造業で発展した経済大国日本の力を痛感する。帰国後、CADのオペレーションを丸ごと手配する仕事を担当し、製造業のアウトソーシングビジネスでの起業を決心。17歳の時にバイク事故で肝臓破裂、4日間意識不明となり生死を彷徨うも一命を取り留めたことがあり、その経験から、命に限りがある事を実感し、起業する事を決意したとインタビューで語っている。
見聞を広げる為、起業資金を貯めつつも、20代の内に貧困地域を中心に100カ国近くを訪問。

### 実業家時代
1991年に製造分野の業務請負最大手のクリスタルに転職し、製造請負のノウハウを得、1995年、当時24歳の時に横浜で製造業の構内作業業務請負事業エイムシーアイシー有限会社を設立、翌年、日本エイム株式会社（現UTエイム株式会社）と改称。2003年に32歳で製造派遣業界として初のJASDAQ上場。
2007年に中古半導体販売の株式会社エイペックスと共同して持株会社「ユナイテッド・テクノロジー・ホールディングス株式会社」を設立し、ジャスダック証券取引所へ上場（日本エイムは上場廃止）。2008年、クリスタルを吸収したグッドウィル・グループ（ＧＷＧ）の株式を30％超購入し、筆頭株主になる。
個人も連帯保証をするなどで37億円もの大借金を抱え、自己破産寸前となるも、会社も個人の借金も、3年間で全額返済する。借金返済後はさすがに疲労困憊だとして、事業を少し離れ、エベレスト登山を目指す。
2016年、ネパール登山の際にお世話になった現地の人たちへの恩返しと途上国支援の一環として、ネパールでイチゴの生産による雇用創出を始める。

### 略歴
- 1989年（平成元年）10月 株式会社テンポラリーセンター入社
- 1991年（平成3年）9月 株式会社クリスタル入社
- 1994年（平成6年）5月 有限会社セイブコーポレーション設立、専務取締役
- 1995年（平成7年）4月 エイムシーアイシー有限会社設立、代表取締役社長
- 1996年（平成8年）4月 日本エイム株式会社 代表取締役社長
- 2007年（平成19年）4月 UTグループ株式会社 代表取締役社長

## 人物

### 理念
重視する理念として、「仕事創発価値の最大化」を挙げている。

### 趣味
登山家としては、登山家・竹内洋岳との出会いをきっかけにエベレスト登山に挑戦しており、2013年にモンブラン登頂をきっかけにアコンカグアやマナスルなど、2年間で世界の名峰8山に登頂成功。2015年、満を持してエベレスト山頂を目指すも、折り悪くネパール大地震に見舞われやむなく下山。